# Besleria miniata
Besleria miniata är en tvåhjärtbladig växtart som beskrevs av Conrad Vernon Morton. Besleria miniata ingår i släktet Besleria och familjen Gesneriaceae. Inga underarter finns listade i Catalogue of Life.